# Kattenhochstatt
Kattenhochstatt ist ein Gemeindeteil der Großen Kreisstadt Weißenburg in Bayern im Landkreis Weißenburg-Gunzenhausen (Mittelfranken, Bayern). Die Gemarkung Kattenhochstatt hat eine Fläche von 4,497 km². Sie ist in 553 Flurstücke aufgeteilt, die eine durchschnittliche Flurstücksfläche von 8131,72 m² haben.

## Lage

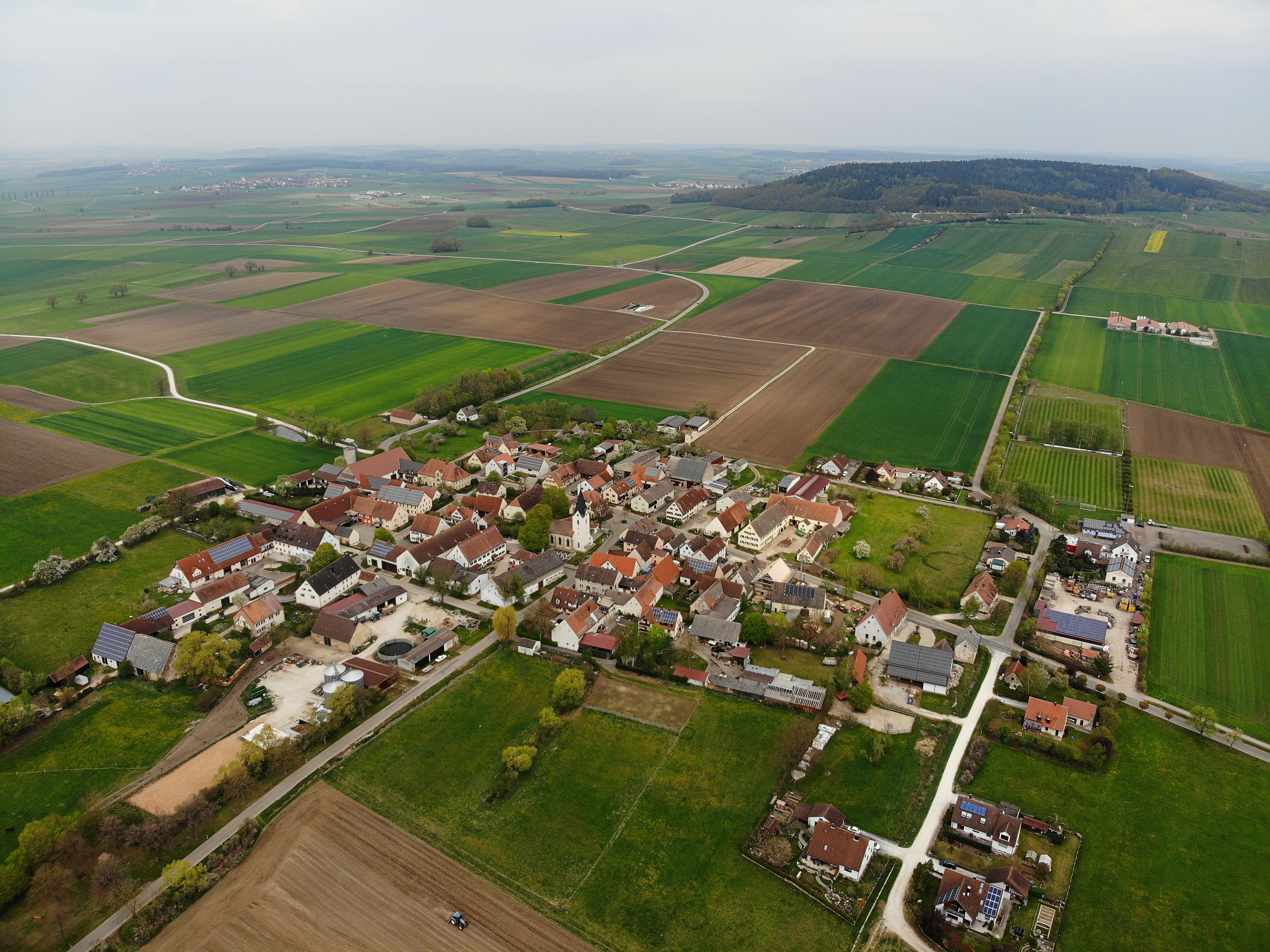
Luftaufnahme Kattenhochstatt (2020). Im Hintergrund der Flüglinger Berg.

Das Ost-West-gerichtete Straßendorf liegt im Mittelpunkt des Landkreises Weißenburg-Gunzenhausen und ist der westlichste Gemeindeteil Weißenburgs. Es ist fünf Kilometer von Weißenburg entfernt, zwischen Trommetsheim und Holzingen. Im Süden von Kattenhochstatt befindet sich die Quelle des Hammerstadtgrabens, hier noch Wöhrbach genannt, im Westen die Quelle des Lüßgrabens, südöstlich der Trommetsheimer Berg. Kattenhochstatt liegt direkt auf der Europäischen Hauptwasserscheide und ist damit hydrologisch gesehen „zweigeteilt“. Bedingt durch seine Lage an der Wasserscheide fließt Wasser im Ort sehr schnell ab, weshalb Kattenhochstatt früher an Wasserknappheit litt.

## Geschichte
Der erstmals 1214 als „Katzenhohstat“ erstmals urkundlich erwähnte Ort wurde vermutlich im 4. Jahrhundert gegründet. Kattenhochstatt kam zum Benediktinerkloster Wülzburg und nach dessen Auflösung an das Fürstentum Ansbach. Am 11. März 1663 zerstörte ein Brand das Dorf und tötete vier Menschen. Am 1. Juli 1972 wurde im Zuge der Gemeindegebietsreform die ehemals selbständige Gemeinde Kattenhochstatt nach Weißenburg eingemeindet. Vorher hatten die beiden Einöden Metzenhof und Schertnershof zum Gemeindegebiet gehört.
Die Herkunft des Ortsnamens Kattenhochstatt ist umstritten. Der Historiker Johann Alexander Döderlein (17./18. Jahrhundert) vermutete, dass der Ortsname vom Volk der Katten stammt, dafür gibt es allerdings keine Hinweise. Der Königliche Rat Zwingel hatte die Theorie, dass der Ort ein Meierhof namens Kazenhof war. Eine andere Theorie besagt, dass der Ortsname vom mittelhochdeutschen „kath, kot, quat“ kommt, was „feucht, morastig, sumpfig“ bedeutet.

## Flugzeugabsturz am 13. Oktober 1973
Am 13. Oktober 1973 streifte ein Kampfflugzeug der United States Air Force (USAF) des Typs McDonnell F-4E Phantom II (67-0225) im Tiefstflug einen Transportpanzer vom Typ M113 und stürzte zwischen Trommetsheim und Kattenhochstatt ab. Die beiden Piloten und zwei Soldaten des Panzers kamen ums Leben.

## Baudenkmäler
Die evangelische Dorfkirche St. Magnus wurde 1875 in eine  neugotische Chorturmkirche umgebaut. Der neugotische Altar wurde nach dem Zweiten Weltkrieg durch einen einfachen Tischaltar ersetzt. 1993 wurden Kanzel, Empore, Gestühl und Orgel restauriert. In der Sakristei befindet sich ein Epitaph von 1581 und ein Grabstein eines 1857 gestorbenen Kattenhochstätter Pfarrers.
Das 1806 erbaute und in den 1980ern umgebaute ehemalige Pfarrhaus Dietrich-Bonhoeffer-Haus im evangelischen Dekanats Weißenburg bildet mit der denkmalgeschützten Nachbarscheune ein Freizeitheim mit Sportplatz.

## Sonstiges
- Im Wettbewerb Unser Dorf soll schöner werden gewann Kattenhochstatt im Jahr 1967 den ersten Platz.
- Die Freiwillige Feuerwehr Kattenhochstatt wurde 1897 gegründet, obwohl es schon vorher eine Pflichtfeuerwehr gab.
- Die SpVgg Eintracht Emetzheim-Kattenhochstatt-Holzingen-Weimersheim 1949 mit den Sparten Fußball, Laufen, Gymnastik und Tischtennis entstand im Jahr 2000 durch die Fusionierung der Sportvereine von Emetzheim, Holzingen, Weimersheim und Kattenhochstatt.[12]
- Circa einen Kilometer südöstlich von Kattenhochstatt befindet sich ein Modellflugplatz.

## Persönlichkeiten
- Gottfried Seiler (1866–1940), Pfarrer und Leiter der Diakonen- und Erziehungsanstalt Rummelsberg[13]
- Anna Vetter (1630–1703), in Kattenhochstatt geborene Predigerin und mystische Visionärin
- Johann Heinrich Witschel (1769–1847) war von 1819 bis zu seinem Tod Pfarrer und Dekan von Kattenhochstatt.